# Yves-Gomezée
Yves-Gomezée (en wallon Ive) est une section de la ville belge de Walcourt située en Région wallonne dans la province de Namur.
C'était une commune à part entière avant la fusion des communes de 1977.

## Étymologie
Les anciennes formes d’Yves ( « Iuio » en 1028, « Evam » en 1061, « Yva » en 1221 et « Yvia » en 1406) proviennent, peut-être, du germanique « Awjô » qui signifie pré-humide ou rivière.
Ernerst Crepez, dans son ouvrage, résume quelques propositions sur l’origine du nom d’Yves :
– ava ou ara qui signifie eau, attribué à la rivière qui arrose le village.
– De la racine Is, du celte isarnos signifiant fer et à laquelle a été ajouté le suffixe ara
– Yves déterminerait une situation géographique, endroit inondable, aquaria en latin et l’endroit aurait donné son nom à la rivière
– Yves pourrait avoir une tout autre origine (nom d’homme ou lieu de culte).
Yves dépendait autrefois, avec Walcourt, de la principauté de Liège et constituait, dès le XIIIe siècle, une seigneurie importante.
Le premier seigneur de cette maison est Guillaume d’Yves qui a été inhumé dans l’abbaye de Moulins en 1211.
Gomezée (« Gomenceias » en 1018) veut probablement dire « villa de Gummund ».
Déjà habitée à l’époque gauloise par une population qui travaille le fer, Yves est un fief des seigneurs de Florennes dès 1235, tandis que Gomezée avec Mimbercée, Saint-Lambert et Fontaine dépendent du monastère de Saint Jean-Baptiste de Florennes.

## Géographie

### Communes limitrophes
Commune bornée au nord par Walcourt et Fraire, à l’est par Saint-Aubin et Hemptinne, au sud par Daussois, Jamiolle et Jamagne et à l’ouest par Vogenée. La commune est constituée par Arrêté royal du 18 mars 1825 par la réunion d’Yves et de Gomezée.

### Hydrographie
La commune est arrosée par le ruisseau d’Yves qui prend sa source dans les bois de Florennes et se jette dans l’Eau d'Heure à Walcourt.

### Hameaux
Le village compte comme hameaux : Bellevue, Crèvecœur, Fontaine, Froidmont, Gomezée, Monplaisir, la Reinette, Saint-Lambert et Yves.

## Évolution démographique
- Source: DGS, 1831 à 1970=recensements population, 1976= habitants au 31 décembre

## Histoire
En 1829, on y dénombre 1 158 habitants, 217 maisons et 4 fermes ainsi que le Château du baron de Cartier d'Yves. On compte également 134 chevaux, 28 poulains, 284 bêtes à cornes, 88 veaux, 20 porcs et 820 moutons.
Le tiers de la population est occupé dans l’extraction du minerai de fer, son transport et sa transformation. 107 ouvriers travaillent dans le haut fourneau de Gomezée. Il existe de même deux hauts fourneaux et deux affineries à Gomezée. On trouve encore 3 brocards (machines à broyer les minerais), 2 moulins à farine, 2 moulins à drêche (résidu de l’orge comme nourriture du bétail), une brasserie, un teinturerie, une blanchisserie de toiles, une fabrication de chaux. La grand-route de Philippeville (RN 5) traverse le territoire.
En 1943, un bombardier anglais est tombé au sud de la localité. Son équipage était composé de sept sergents. Une stèle en leur mémoire fut élevée à l'endroit où l'avion s'est enfoncé dans le sol marécageux.
L'école communale existait depuis l'époque espagnole. Elle atteindra son apogée avec la famille Wariginaire, père et fils, aux XIXe siècle et XXe siècle. Viendront ensuite les maîtres Riga, Scieur et Colbacq. Le dernier instituteur sera Charles Adam de Laneffe. L'école fermera ses portes durant les années 1980.

## Héraldique
|  | Blasonnement : Parti : à dextre de vair renversé à trois pals de gueules, qui est d'Yves ; à senestre d'azur à l'agneau pascal d'argent, la banderole chargée d'une croix de gueules, passant sur une terrasse de sinople mouvante de la pointe de la partition, qui est de l'abbaye de Florennes. - Arrêté royal : 12 novembre 1957 |

## Liste des bourgmestres de 1830 à 1977
- Jean-Baptiste Louis de Cartier d'Yves, de 1836 à 1852, (Parti Catholique).

## Patrimoine et folklore

### Patrimoine architectural
- L’église Saint-Remi. L’édifice du XIVe siècle de style ogival a été modifié par l’allongement de la surévaluation de l’église entre 1864 et 1868. L’érection d’une tour de 46 m de haut de style néo-gothique lui donnait fière allure. Malheureusement, en 1967, le clocher doit être allégé et diminué de hauteur. A voir : les peintures provenant de l’abbaye de Liessies (Nord de la France) et offertes par la famille Paule de Maibe ; la Sainte Trinité, toile restaurée par la Fondation Roi Baudouin en 1992[3].
- La Fontaine Jean Grosset. Située non loin du Tienne Jean Grosset et de la ruelle du même nom qui aboutissait près de la vieille forge, la fontaine n’a pas encore livré tous ses secrets. Déjà en 1847, le Conseil communal d’Yves décide d’améliorer le lavoir et de l’abriter. Il faut dire qu’à l’époque le lavoir est un passage obligé pour ceux qui ne possèdent pas de puits privé. Vers 1950, le toit est dans un état déplorable et est démoli. Il faut attendre les années 2000 pour que l’on s’intéresse à nouveau à la Fontaine-Lavoir. Tout le quartier s’est mobilisé autour d’un projet lancé par Olivier Scaillet et deux architectes, Virginie Delsaut et Philippe Lefèvre. La ville de Walcourt est partie prenante et, la vieille fontaine a été réaménagée comme par le passé[3].
- Ferme du Fourneau, rue du Pont Manteau. Située à proximité d'un château de style néo-classique détruit, forges et fonderies exploitée pendant tout le XIXe siècle par la famille de Cartier d'Yves et convertis depuis en bâtiments agricoles[4].
- Ferme du Moulin, rue du Pont d'Yves. Située dans un méandre de l'Eau d'Yves ensemble regroupant un ancien moulin, une ferme en long et des dépendances des XVIIIe et XIXe siècles[5].
- Ancienne forges de Froidemont. Située au fond de la vallée de l'Eau d'Yves, ensemble qui fut la maison du maître de forge  et par une aile de dépendances remaniée. Un haut fourneau fut établi au début du XIXe siècle par le baron de Cartier d'Yves, situé près du ruisseau aujourd'hui disparu[6].
- Ferme de Froidemont. Isolé au milieu des champs, grosse ferme clôturé dont la construction s'échelonne du XVIIe au XIXe siècle et qui inclut l'ancienne église paroissiale de Gomezée[7]. Cette ferme est l'ancienne dépendance de l'abbaye Saint-Jean de Florennes depuis 1223[6].

#### Patrimoine disparu
- Le Château. « Cet ancien château qui occupe le fond d’une vallée marécageuse, cette avenue de murailles, ce pont de pierre qui traverse un fossé d’eau vive… » dont parle le moine Saumery en 1774, n’a rien à voir avec le château que l’on retrouve sur les cartes postales du XIXe siècle. C’est un édifice de grande allure, dans un cadre de marronniers séculaires au milieu d’un vaste parc, malheureusement incendié par les allemands en 1914 et remplacé après 1935 par un jardin à la française avec bassins et parterres, qui lui aussi a disparu[8].

### Folklore
Fin du XIXe siècle, le village comptait près de 84 cabarets et autres maisons particulières où l’on vendait des boissons alcoolisées. A cette époque, il suffisait d’accrocher une branche de genêt au-dessus de la porte pour signaler à tout un chacun qu’il pouvait entrer et se faire servir à boire moyennant paiement. En outre, le village possédait un extraordinaire carnaval.
L’évènement folklorique aujourd’hui est la marche Saint-Laurent. A Crèvecœur, se trouvait une chapelle dédiée à Saint-Laurent dont l’eau, selon la légende, guérissait de nombreuses maladies. Les habitants d’Yves, de Gomezée et des villages voisins s’y rendaient. C’est de cette façon qu’un pèlerinage se créa autour de la réputation de cette fontaine et que Saint-Laurent devint très populaire à Yves comme à Gomezée.